# Pethia conchonius
Pethia conchonius è un pesce d'acqua dolce appartenente alla famiglia Cyprinidae.

## Distribuzione e habitat
Queste specie è diffusa nell'Asia meridionale: dall'Afghanistan, al Pakistan fino all'India, Nepal e Bangladesh. È stato introdotto in numerosi paesi tropicali. Popola ruscelli, fiumi e laghi, potendo vivere in ambienti sia con acque ferme che con acque turbolente.

## Descrizione
Misura fino a 14 cm.

## Riproduzione
Molto prolifici. Durante il periodo nuziale il maschio cambia la sua livrea da argentata a rosso scuro, anche la femmina assume colori più brillanti.

## Alimentazione
Ha dieta onnivora: si nutre di crostacei, vermi, insetti e detriti vegetali.

## Acquariofilia
Uno dei ciprinidi tropicali più frequentemente allevati in acquario. Tollera temperature relativamente basse. Può essere allevato in vasche di almeno 80 cm, in gruppi di almeno 5 individui. Convive facilmente con altre specie pacifiche.

## Conservazione
La specie è molto abbondante e non sembra avere alcuna causa nota di minaccia per questo è considerata non minacciata.